# AAC
Advanced Audio Coding（略称: AAC、先進的音響符号化）は、不可逆のデジタル音声圧縮を行う音声符号化規格のひとつである。1997年にISO/IEC JTC 1のMoving Picture Experts Group (MPEG) において規格化された。MP3の後継フォーマットとして策定され、一般的にAACは同程度のビットレートであればMP3より高い音声品質を実現している。
AACはISOとIECにより、MPEG-2およびMPEG-4仕様の一部として標準化された。MPEG-4 Audio内のHE-AACとして知られるAACの一部は、DAB+やDigital Radio Mondiale、モバイルテレビジョン規格のDVB-やATSC-M/Hのようなデジタル無線規格においても採用されている。
AACは一つのストリームに、48の全帯域幅（最大96kHz）音声チャンネルを持たせることができ、さらに、16の低周波効果音（LFE、120Hzまで）チャンネルと16の対話チャンネル、および16のデータストリームも含めることができる。ステレオの音質は96kbpsのジョイントステレオモードで適度な要件を満たすことができるが、Hi-Fi透明性（低雑音性）のためには、少なくとも128kbpsのデータレート(VBR)が必要である。MPEG-4 Audioによる検証では、AACが128kbpsのステレオおよび320kbpsの5.1チャンネルオーディオにおいてITUが「透明的」として規定している要件を満たしていることが示されている。
AACはYouTube、iPhone、iPod、iPad、Nintendo DSi、Nintendo 3DS、iTunes、DivX Plus Web Player、PlayStation 3、ノキアのSeries 40携帯電話における既定もしくは標準の音声フォーマットである。PlayStation Vita、Wii、 ソニーのウォークマンMP3シリーズとその後継機種でもサポートされている。AACはインダッシュの車載オーディオシステムのメーカによってもサポートされている。

## 概要
MP3等のMPEG-1 Audioや、MPEG-2 Audio BC (Backward Compatible) を超える高音質・高圧縮を目的に標準化された方式である。
MPEG-2 Audio BCとは異なり、符号化アルゴリズムにおいてMPEG-1 Audioとの互換性はない。ファイルに格納した場合の拡張子は、「*.mov,*.mp4,*m2ts,*.m4a,*.m4b,*.m4p,*.3gp,*.3g2」または「*.aac」。なお、放送ではADTS (Audio Data Transport Stream) と呼ばれるヘッダ形式で伝送されることが多い。サンプリング周波数はMP3が最大48kHzまでだったのに対し、AACは最大96kHzまで対応している。また、ビットレートはMP3が最大320kbpsなのに対し、AACは最大((チャンネル数)×(サンプリングレート)×6)bpsである。

## 種類

### MPEG-2 AACとMPEG-4 AAC
AACにはMPEG-2 AAC (ISO/IEC 13818-7) とMPEG-4 AAC (ISO/IEC 14496-3, Subpart 4) とが存在する。MPEG-4 AACは、MPEG-2 AACにPNSやLTPといった追加技術を利用可能としたものであるが、基本的なアルゴリズム自体に違いはなく、追加技術を使用しなければヘッダの一部分が1ビット異なるだけであり、通常の使用では区別する必要はほとんどない。
PNS (Perceptual Noise Substitution)
PNSは、エンコード時に低減されたノイズを記録する追加技術である。
LTP (Long Term Prediction／長期予測)
LTPは、低周波帯域の波形を記録する追加技術である。

### AACプロファイルと追加技術

#### プロファイル
AACにも拡張機能が使用可能かどうかによって幾つかの種類があるが、一般的に利用されているのはAAC-LC (AAC Low Complexity) と呼ばれる基本機能だけを用いるものである。
MPEG-2/4 AAC-Main
メインのAACとして開発された方式。AAC-LCと比べると、圧縮率は高いものの演算量が多く、再生負荷が大きい。
WEBブラウザのGoogle Chromeが対応しているものの、Windows、Android、iOSといったプラットフォームでは標準では対応しておらず(もしくはMainプロファイルについての情報が公開されていない)、あまり普及しているとは言えない。
MPEG-2/4 AAC-LC (Low Complexity)
AAC-Mainから後方予測 (backward prediction) の機能を除いた方式。AAC-Mainよりも音質は劣化するが、再生負荷が小さい。
MPEG-2/4 AAC-SSR (Scalable Sample Rate)
周波数によって4つのブロックに分解し、それぞれを符号化する方式。
さらにMPEG-4 AAC-LTP（後述）をプロファイルに数える場合がある。

#### 追加技術
MPEG-4 AAC v3においては、SBR (Spectral Band Replication) やパラメトリックステレオ (Parametric Stereo) 技術によって64 kbpsを下回るような超低ビットレートにおける品質を改善するHE-AAC (High-Efficiency AAC) が追加承認されている (AAC-LC, HE-AAC (aacPlus, AAC+SBR), HE-AAC Version 2 (aacPlus Version 2, Enhanced aacPlus, AAC+SBR+PS))。
MPEG-2/4 HE-AAC (High-Efficiency AAC)
AAC-LCにSBRの機能を追加したもの。SBRは高周波域の波形を補完するツールである。SBRを利用することで低ビットレートでも中～高音質の再生を可能としている。
バージョン2が開発されて以降、区別のため、名前の後ろに”version 1”などを付ける場合がある。
MPEG-2/4 HE-AAC v2 (High-Efficiency AAC version 2)
AAC-LCにSBRとPSの機能を追加したもの。PS (Parametric Stereo) はモノラルの音声を擬似的にステレオに復元するツールであり、HE-AACよりもさらに低いビットレートで中 - 高音質の再生を行えるようにする。
MPEG-4 xHE-AAC (eXtended High-Efficiency AAC)
AAC-LCにSBRとPS、USACの機能を追加したもの。USAC (Unified Speech and Audio Coding) は声と音楽のどちらの音質にも重きが置かれるよう作られたツールであり、HE-AAC v2より低いビットレートでもある程度の音質が確保される。
MPEG-4 AAC-LTP
AACにLTPの機能を追加したもの。LTPはすべてのMPEG-4 AACに付加することが可能である。
MPEG-4 AAC-LD (Low Delay)
エンコードなどによる延滞時間を減少させたAAC。テレビ電話などで使用することを目的としている。
MPEG-4 AAC-ELD (Enhanced Low Delay)
MPEG-4 AAC-ELD v2 (version 2)
AAC-LDを改良した方式。
MPEG-4 SLS (Scalable Lossless Coding)
MPEG-4の可逆圧縮の一種。AACと組み合わせたものをHD-AACと呼ぶ場合がある。

## 利用状況
MPEG-2 AACは主に日本のBS/110度CS 2Kデジタル放送と地上デジタル波放送のISDB規格やSD-AudioのAACフォーマット、ヨーロッパ圏のDVDなどで利用できる。北米や日本のDVDでは、AACではなくAC-3やDTSが採用されている。
MPEG-4 AACはiPodなどのデジタルオーディオプレーヤー、PlayStation PortableやDSiなどのゲーム機、日本のBS/110度CS 4K/8Kデジタル放送、携帯電話等、多くの機器やソフトウェアがサポートしている。また、第三世代携帯電話用の動画フォーマットである3GPPや3GPP2の音声圧縮方式としても採用されている。
音楽配信サービスでは、パソコン、iPod向けのiTunes Storeや携帯電話向けの着うたでAACが採用されている。ただし、これらのファイルの一部にはDRMが導入され、同じAACであるが互換性がないものがある。デジタルオーディオプレーヤーの代表格であるiPodおよびiTunes（標準でAACを使用する）がAACに対応していることもあり、以前はAACに対応していなかったソニーやパナソニック、ケンウッド（現・JVCケンウッド）などのデジタルオーディオプレーヤーも現在ではAACに対応している。
またアップルでは前述のiTunesでの音楽配信のほか、ワイヤレスイヤホンマイクAirPods・スマートスピーカーHomePodや、FaceTime(AAC-ELD系)などで使用している。

## 符号化アルゴリズム
AAC (AAC-LC) の符号化処理は以下の流れで行われる。
1. MDCTによる直交変換
  - 入力は窓長 2048 もしくは 256 のMDCTを用いてそれぞれ 1024 点 (long block)、128 点 (short block) の周波数領域のデータに変換される。MP3が一旦時間領域のフィルタで 32 サブバンドに分割した後にMDCTを行っていたのに対し、AACでは入力サンプルに対してそのままMDCTが行われる。
  - 変換長は、入力信号の性質によって切り替えられる（アタック音など時間領域で急峻な変化を見せる信号にはshort blockが使われる）。long blockが576点相当（32 サブバンド × 18 点）、short blockが 192 点相当（32 サブバンド × 6 点）であったMP3と比較してlong blockをより長くすることで周波数解像度の向上による符号化効率の改善がshort blockをより短くする事で時間解像度の向上によるプリエコー抑制力の改善がなされている。
2. TNS
  - 周波数領域の信号を、時間軸のものと見なした線形予測を行う。
  - 周波数領域でのARモデル化は時間領域でのノイズ特性を持ち、人間の聴覚の持つ継時マスキング特性を再現するのに都合が良い。
  - この処理は省く事ができる。
3. ステレオ・コーディング
  - 入力信号がステレオの場合は、ステレオ特有の性質を利用した符号化が行われる。
  - なおステレオ・コーディングはサブバンド毎に利用しなかったり、どちらか片方だけを利用したりすることができる。両方同時に使用することはできない。

  1. インテンシティ・ステレオ
    - 左右の信号を、単一の信号と定位情報のみに削減して符号化する。

  2. MSステレオ
    - 左右の信号を和／差信号とする。
4. 量子化
  - 聴覚心理モデルで決定した許容量子化雑音エネルギーと量子化雑音エネルギーが比例するようにスケールファクタ・バンド（近い周波数のMDCT係数をまとめたグループ）毎に量子化を行う。long blockのスケールファクタ・バンドの数は49 (44.1kHz) であり、21 であったMP3と比較して細かい制御が可能になっている。
5. ハフマン符号化
  - 量子化された値を固定ハフマン符号化する。符号帳は 11 種類の中からサブバンド毎に選択される。

## コンテナ対応
- AVI, MOV, MP4, Matroska, MPEG-2 TS

## 備考
AACはドルビーラボラトリーズも共同開発の一員で、AACロゴはドルビーラボラトリーズの登録商標である（日本国特許庁商標登録番号：第4693750号）。AACにはドルビーのほかAT&T、Fraunhofer IIS、ソニー、ノキアの特許技術が使用されているためソフトウェアメーカーなどから納付されたライセンス料はこれらの企業に分配されている。また、ライセンス管理はドルビーの子会社Via Licensingが行っている。
なおMPEG-4 AACが含まれるMPEG-4 AudioのカテゴリにはNTTサイバースペース研究所が開発したTwinVQが存在するが、これはAACとは別物である。

## 利用例
AACやHE-AACは下記に採用されており、実際に利用されている。
- HTML5オーディオ - HE-AAC v2まで対応
  - YouTube
  - Dailymotion
  - radiko
  - NHKネットラジオ らじる★らじる
  - AccuRadio
- Media Player Classic, VLC Media Player
- iTunes, iTunes Store, QuickTime, FaceTime
- iPod, iPhone, iPad
- PSP, PS Vita,PS3,PS4
- DSi（DSiサウンド）, Wii（写真チャンネル） - v1.1から対応。
- Blu-ray Disc (BDAV)
- Bluetoothイヤホン - AirPodsなど
- スマートスピーカー - HomePod, Google Home, Google Home対応スピーカーの一部機種
- 地上デジタル放送
- BSデジタル放送
- スカパー!プレミアムサービス
- 着うたフルプラス - KDDIおよび沖縄セルラー電話の一部のau携帯電話向け音楽配信サービス。
- SD-Audio
- Liquid Audio
- Nero Digital
- mora - ソニーグループの音楽配信サービス。2012年10月よりAACによる配信を開始（それ以前はATRAC3による配信）。

### 解説サイト
- AudioCoding.com
- AAC関連ツール (RareWares)
- アップル AACオーディオ
- Broadband Watch--BBっとWORDS 「AACの特徴」